# Радиатори

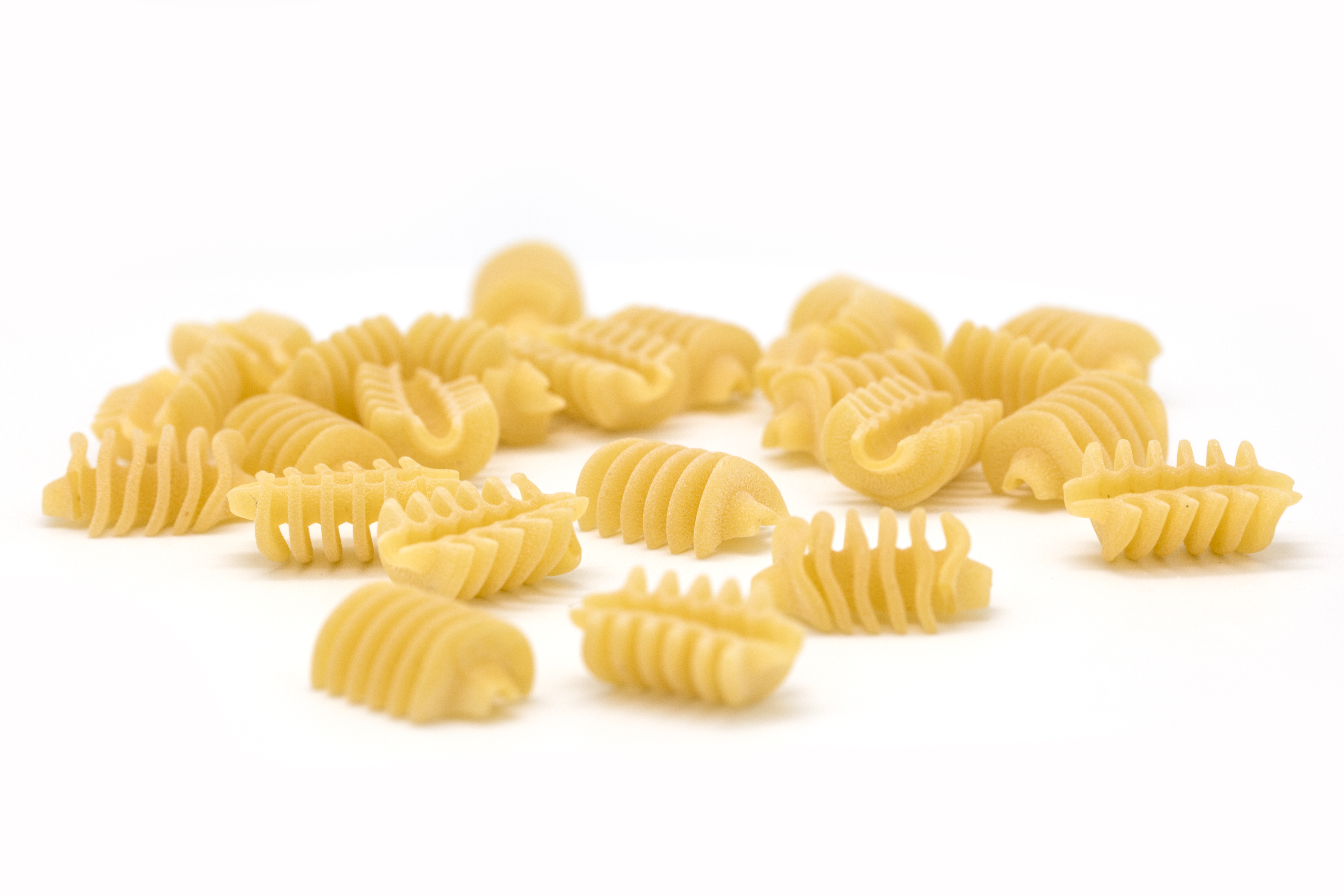
Радиатори названы так из-за похожести формы с радиаторами

Радиатори (итал. Radiatori) — вид мучных изделий, маленькие короткие макароны, формой напоминающие радиаторы. Они несколько напоминают ротини (фузилли) по форме, но, как правило, короче и толще, с взъерошенными краями.
Радиатори часто используются в тех же блюдах, что ротелли (Rotelle) или фузилли.